# استسقاء (طب)

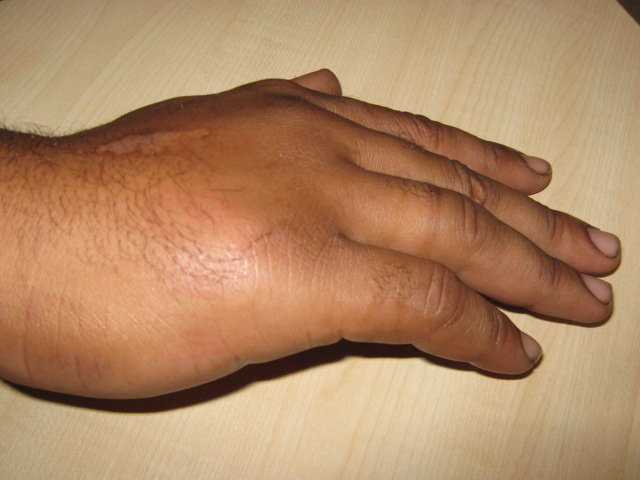
وذمة بعد كسر عظم السنع الخامس باليد اليمنى

الوَذَمَة أو أودِيما أو أُوذِيما أو الخَزَب أو الانتفاخ أو الاستسقاء (بالإنجليزية: Edema)‏ هو احتباس السوائل في الجسم أو بقاء الماء في الخلايا ما يؤدي إلى التورم (بقاء الماء بين خلايا نسيج الجسم). وهو مرض شائع يظهر واضحًا في الأيدي والأرجل فهذه الأعضاء هي الأكثر تأثرًا به. تشمل الأعراض التي قد تظهر شعور شد الجلد، وثقل في المنطقة المصابة، تؤثر عليها وتؤدي إلى صعوبة تحريك المفاصل. تعتمد الأعراض الأخرى على حدة الإصابة.
قد تشمل الأسباب بعض الحالات الآتية التي تسبب في احتباس السوائل:
القصور الوريدي، وفشل القلب، ومشاكل الكلى، وانخفاض مستويات البروتين، ومشاكل الكبد، وتجلط الأوردة العميقة، والالتهابات، والوذمة الوعائية، والأدوية، والوذمة اللمفاوية. تحدث أيضًا بعد الجلوس أو الوقوف لفترات طويلة، في أثناء الحيض، والحمل؛ تسبب عند ظهورها فجأة ألمًا وقصر النفس.
يعتمد العلاج على شدة الحالة، إذا كان الاحتباس ميكانيكيًا؛ يحدث نتيجة لزيادة ارتباط الصوديوم، يكون العلاج من خلال تقليل تناول الملح ويمكن إعطاء دواء مدر للبول (diuretic).
يُعد رفع الأرجل واستخدام جوارب الدوالي مفيدًا في حالة كان احتباس السوائل في الأرجل، حيث تكون أكثر تأثيرًا للأشخاص المتقدمين بالعمر. تعني الوذمة في اللغة الإغريقية الورم.

## العلامات والأعراض
تحدث الوذمة في أعضاء محددة تمثل جزءًا من الالتهاب الذي يحدث داخل الجسم على سبيل المثال: الالتهابات الوترية، والتهاب البنكرياس. يتطور حدوث الوذمة بالاعتماد على ميكانيكية نسيج العضو الذي تصيبه:
1. الوذمة المحيطية
2. الوذمة الدماغية
3. الوذمة الرئوية
4. الوذمة التي تصيب قرنية العين
5. الوذمة التي تحيط بالعين
6. الوذمة الجلدية وغيرها.

الوذمة المحيطية: تراكم السوائل خارج الخلية في الأرجل. تحدث لدى الأشخاص الأصحاء بسبب زيادة حجم الدم وتدفقه، ونتيجة الوقوف أو الجلوس لفترات طويلة، وكذلك بسبب قلة عودة الدم الوريدي إلى القلب بسبب؛ الاحتقان، أو فشل القلب، أو ارتفاع ضغط الشرايين الرئوية. يمكن أن تحدث عند المرضى الذين يعانون من زيادة الضغط الهيدورستاتيكي في الأوردة، أو انخفاض الضغط الأسموزي في الأوردة؛ بسبب انسداد الأوعية اللمفاوية أو الوريدية التي تصب في الأطراف السفلية.  تسبب بعض الأدوية الوذمة مثل (amlodipine) دواء يسبب تراكم السوائل في الأقدام والأرجل.
الوذمة الدماغية: تراكم السائل خارج الخلايا في الدماغ. يمكن أن يسبب تسممًا، وعملية أيضية غير طبيعية مثل انخفاض الأوكسجين عند المرتفعات،
والذئبة الحمامية: تسبب فقدان الوعي أو النعاس ما يؤدي إلى الموت النصفي لخلايا الدماغ نتيجة تأثير ارتفاع الضغط داخل الجمجمة.
الوذمة الرئوية: تحدث عندما يزداد ضغط الأوعية الدموية داخل الرئة؛ بسبب صعوبة إزالة الدم الموجود في الأوردة الرئوية؛ يحدث هذا عادة نتيجة فشل عمل البطين الأيسر للقلب، ويحدث للأشخاص الذين يعانون داء المرتفعات، أو عند استنشاق مادة كيميائية سامة؛ فينتج عن جميع ما سبق ويُعد من ضمن الأعراض قصر النفس.
(Pleural effusions) الانصباب الجنبي: تجمع غير طبيعي للسائل في الحيز الجنبي.
تحدث الوذمة أيضًا في قرنية العين مع ارتفاع ضغط العين، يوصف على أنه التهاب شديد في ملتحمة العين، أو القرنية، أو بعد العملية الجراحية حيث يعاني جزء من المرضى الإدراك اللوني بفراغ حول الضوء الساطع.
الوذمة التي تكون محيط بالعين والتي تسمى بالحول العينية (Periorbital edema) أو العيون المنتفخة. الأنسجة حول العين غالباً ما تكون منتفخة بعد الاستيقاظ مباشرة أو قد تكون نتيجة لتوزيع السائل تحت تأثير الجاذبية بصورة أفقية. من أشهر الحالات شيوعاً للوذمة الجلدية لدغات البعوض، والعنكبوت، ولسعات النحل أيضاً كما تحدث نتيجة لملامسة الجلد بعض أنواع النباتات مثل اللبلاب السام، والبلوط السام الغربي والذي يسمى بالتهاب الجلد التلامسي Contact dermatitis)).
شكل آخر للوذمة الجلدية هي  (myxedema)التي تنتج من فرط نشاط الغدة الدرقية، تسبب زيادة في الاحتباس في الأنسجة الضامة. كما أنها تعتبر من الحالات النادرة.
تحدث الوذمة بسبب زيادة ميل الأنسجة للاحتفاظ بالماء خارج الخلية. تسبب الوذمة زيادة في شد النسيج نتيجة لتجمع السوائل خارج الخلية. (Myxedema) يحدث لكون العضو غنيًا بالمواد الكربوهيدراتية (معظمها عبارة عن هيالورونين) المحبة للماء فتقوم بجذب الماء والمحافظة عليه داخل النسيج فتنتج الوذمة وتستقر في النسيج السطحي.
للوذمة أشكال متعددة لدى المسنين حيث تعتمد على المنطقة التي تحدث بها مثلًا عند الجلوس على كرسي المنزل أو الطائرات. لم يفسر حدوث مثل هذه الحالة حتى الآن.
يغير هرمون الإستروجين من وزن الجسم نتيجة لتغير تركيز السوائل في الجسم. قد تكون هناك مجموعة متنوعة من الحالات غير المفهومة والتي يُعاق فيها نقل الماء من الأنسجة إلى الأوعية اللمفاوية بسبب التغيرات في قابلية الأنسجة لامتصاص الماء أو فشل وظيفة «فتل» الشعيرات الدموية اللمفاوية النهائية.
الوذمة اللمفية: إزالة غير طبيعية للسائل الخلالي تحدث بسبب خلل في الجهاز اللمفاوي. يكون الخلل ناتجًا عن تأثير الضغط لمرض السرطان، وحدوث تضخم للغدد اللمفاوية، وتدمير الأوعية اللمفاوية عن طريق العلاج الإشعاعي، أو ارتشاح الأوعية اللمفاوية بالعدوى (مثل داء الفيل).

## الفيسيولوجيا المرضية
عادة تكون كمية السائل الخلالي في حالة توازن، في هذه الحالة نتكلم عن الاستتباب. الفيزيولوجية المرضية للوذمات تنتج عند اختلال التوازن في معادلة ستارلينغ.
{\displaystyle {\dot {Q}}=P\cdot S[(P_{c}-P_{i})-\sigma (\pi _{c}-\pi _{i})]}
حيث:
- {\displaystyle {\dot {Q}}}، التدفق
- P، نفاذية الغشاء
- S، سطح التبادل
- Pc ، الضغط الشعيرِي
- Pi ، الضغط الخلالي
- σ، معامل الانعكاس (يعتمد على الغشاء والجزيء)
- πc ، الضغط الأسموزي الشعري
- πi ، الضغط الجرمي الخلالي.

إذا كان {\displaystyle {\dot {Q}}} موجب، يكون تدفق الشعيرات الدموية باتجاه الوسط الخلالي. إذا كان هذا التدفق أكبر من قدرة الإستيعاب (إعادة الامتصاص) اللمفية ينشئ لدينا وذمة.

## الأنواع المختلفة للوذمة
تقسم إلى نوعين من حيث سبب تكونها:
1. استسقاء (edema) في السائل داخل الخلايا: ينشأ عن خلل في المضخات الأيونية في الغشاء البلازمي مما يؤدي إلى تراكم الصوديوم داخل الخلايا وحسب الخاصية الاسموزية فإن الماء سيتبع الصوديوم في حركته أي سيتراكم الماء داخل الخلية وقد يحصل هذا النوع أيضا في الأنسجة المصابة بالالتهاب.
2. استسقاء في السائل خارج الخلايا: ينشأ عن تسرب غير طبيعي للسوائل من البلازما إلى الفراغ الخلالي بين الخلايا على طول الشعيرات الدموية أو بسبب فشل الأوعية الليمفية في إعادة السائل الراشح الزائد من النسيج الخلالي بين الخلايا إلى الدم كما يحدث في بعض حالات السرطان أو بعد الجراحة التي يتم فيها إزالة أوعية ليمفية أو انسدادها أو في حالة إصابة العقد الليمفية بعدوى الديدان الأسطوانية وخصوصًا دودة الفيلاريا التي تتطفل على الإنسان وتسبب مرض الفيل الناتج من انسداد الأوعية الليمفية ويعد الاستسقاء المتكون من تراكم السائل خارج الخلايا هو النوع الأكثر انتشارًا من النوع الأول أي أكثر انتشارًا من تراكم السوائل داخل الخلايا.

## الأسباب المحتملة للوذمات
التهاب في الأنسجة يؤدي لزيادة النفاذية للغشاء الخارجي مما يسمح بدخول الصوديوم لداخل الخلايا فتتكون مياه في الخلايا مما يسبب انتفاخ في الموضع

## التصنيف
الاستسقاء الجلدي، ويسمى أيضا استسقاء الضغط لأنه بعد الضغط على المنطقة المصابة فان أثر الضغط يبقى حتى بعد ازالة عامل الضغط. وأكثر أنواع هذا الاستسقاء هو الذي يصيب الأطراف. قد يكون السبب هو مرض في أحد أجهزة الجسم، الحمل عند بعض النساء، بشكل مباشر أو بسبب فشل في عضلة القلب، أو اسباب في موضعية في العضو المصاب نفسه مثل الدوالي، قرصة الحشرات، التهاب الجلد
أما النوع الآخر وهو الذي لا يترك أثرا بعد الضغط، ويرافق هذا النوع الحالات المرضية الآتية:
الاستسقاء الذي يكون سببه سوء التغذية يمثل حالة تسمى “كواشييوركور” ، وهي حالة حادة من نقص البروتينات والطاقة في الطفولة وتتمثل أعراضها ب الاستسقاء، التهيج، فقدان الشهية، جُلادات متقرحة وتضخم الكبد مع وجود تجمعات دهنية تترشح في الكبد. قلة استهلاك البروتينات في الغذاء ولكن مع سعرات حرارية كافية يميزها عن السغل “ماراسمس” . حالات كواشيوركور تحدث في مناطق المجاعة أو مناطق سيئة التزوّد بالغذاء. أما في الدول المتقدمة فتندر هذه الحالات إن لم توجد أصلا.

### الاستسقاء العام
| الدرجة         | وصف الحالة                                              |
| -------------- | ------------------------------------------------------- |
| ----           | غير موجود                                               |
| الدرجة الأولى  | استسقاء خفيف: الأقدام والكاحل                           |
| الدرجة الثانية | استسقاء متوسط: الأقدام، الأرجل السفلية، اليدين والسواعد |
| الدرجة الثالثة | استسقاء شديد: استسقاء عام في الأطراف                    |

ارتفاع في الضغط الهيدروستاتيكي يحدث في حالة فشل القلب. انخفاض الضغط الأسموزي يحدث في حالة المتلازمة الكلائية وفشل الكبد.
الأسباب التي تؤدي إلى حدوث الاستسقاء العام في الجسم يمكن أن تسبب الاستسقاء في عدّة أعضاء في الجسم وإصابة الأطراف. على سبيل المثال فشل القلب الحاد يؤدي إلى حدوث الاستسقاء الرئوي (الوذمة الرئوية). يمكن وفي حالات نادرة أن يسبب ڤايروس البارڤو (ب 19) الاستسقاء العام.
بالرغم من أن الضغط الجرمي يلاحظ بأنه منخفض في حالات الاستسقاء التي ترافق المتلازمة الكلوية إلا أن الأطباء يلاحظون حدوث الاستسقاء قبل ملاحظة وجود بروتينات في البول أو ملاحظة انخفاض نسبة البروتينات في الدم. معظم حالات المتلازمة الكلائية تحدث بسبب تٓغٓيُرات في الكيمياء الحيوية أو البُنية الأساسية للغشاء القاعدي للشعيرات الدموية في كبيبات الكلى، وهذه التغيرات تحدث بشكل مشابه في الأوعية الدموية لمعظم الأنسجة الأخرى في الجسم. وينتج عن ذلك زيادة نفاذية الأوعية مما يسبب خروج البروتينات للبول، وهذا هو التفسير الأفضل للاستسقاء إذا حدثت هذه الزيادة في النفاذية في باقي الأوعية الدموية.
يحدث الاستسقاء أيضا بالإضافة للحالات السابقة، خلال المراحل الأخيرة من الحمل عند بعض النساء. وهذه الحالة شائعة لدى النساء التي تعاني من مشاكل رِؤَيّة سابقة أو دورة دم ضعيفة أو إذا كانت المرأة الحامل تعاني من التهاب المفاصل، وعادة يجب أن تلجأ للعلاج الطبي بسبب الألم الذي ينتج عن الانتفاخ الزائد. الاستسقاء الذي يحدث خلال حالات الحمل توجد عادة في الجزء السفلي من الأطراف السفلية.

### الاستسقاء الذي يصيب عضو معين
يحدث الاستسقاء في عضو معين كجزء من الالتهاب بشكل عام، التهاب أوتار العضل، التهاب البنكرياس. بعض الحالات التي تحدث في أعضاء معينة تكون طريقة الإصابة بها خاصة بالنسيج الموجود في ذلك العضو.
أمثلة على استسقاء أعضاء معينة:
- الاستسقاء الدماغي (الوذمة الدماغية) وينتج من تجمع للسائل الذي يكون خارج الخلايا في الدماغ، تحدث في الحالات السامة أو غير الطبيعية مثل الذَئَبة أو نقص الأكسجين في المرتفعات، وهي تسبب الدوخان وفقدان الوعي.
- الاستسقاء الرئوي (الوذمة الرئوية) وتحدث عندما يرتفع ضغط الدم في الاوعية الرئوية الموجودة في الرئتين بسبب وجود معيق لرجوع الدم عن طريق الأوردة الرئوية. يكون هذا عادة بسبب فشل في البطين الأيسر للقلب، وتحدث أيضا في مرض الارتفاع أو عند استنشلق المواد السامة. يتسبب الاستسقاء الرئوي بضيق النفس وقد يحدث الانصباب الجنبي بسبب تجمع السوائل في الجوف الجنبي الموجود بين طبقتين الرئة.
- يحدث الاستسقاء أيضا في قرنية العين مرافقاً للزرق (الجلاكوما)، التهاب الملتحمة أو التهاب قرنية العين بعد العملية، حيث يعاني المريض من رؤية هالات ملونة حول الألوان الباهتة.
- أما الاستسقاء الذي يحيط بالعينين فهو يسمى انتفاخ العينين، كما يحدث عادة بعد الاستيقاظ من النوم نتيجة تغيّر توزيع سوائل الجسم عن ما هو عليه أثناء الاستلقاء.
- الاستسقاء الجلدي وهو شائع في حالات قرصات البعوض والعناكب ولسعة النحل، أو الاحتكاك مع النباتات السامة كالسماق السام والبلوط الغربي السام (التهاب الجلد الناتج عن الاحتكاك).
- نوع آخر من الاستسقاء الجلدي وهو الوذمة المخاطية والتي تنتج عن زيادة الترسيب في النسيج الضام، حيث ينتج الاستسقاء عن زيادة قدرة النسيج في احتباس السوائل بين خلاياه. في حالة الوذمة المخاطية تزداد أعداد الجزيئات الغنية بالكاربوهيدرات والمحبة للماء (وغالبا هو جزيء ال «هيالورونان») في النسيج. يظهر الاستسقاء في مناطق ترتكز عليها المناطق الأخرى من الجسم عند كبار السن (في أسفل الظهر بسبب الجلوس في البيت أو الطائرة) ولكن كيفية حدوثه غير معروفة إلى الآن. هرمون الإستروجن يقوم بتغيير وزن الجسم بشكل طفيف عن طريق تغيير محتويات الأنسجة من السوائل. وما زال هناك العديد من الحالات غير المفهومة حيث يكون هناك مسبب يعيق عودة السوائل من النسيج إلى الأوعية والتي يعتقد أنها تتسبب من تغيّر (زيادة) محبة النسيج للسائل أو فشل الأوعية اللمفاوية في سحب السوائل.
- الاستسقاء الليمفاوي، وينتج عن فشل الجهاز الليمفاوي في إزالة السائل بين الخلوي بسبب انسداد قد يكون ناتج عن ورم أو تضخم في الغدد الليمفاوية أو بسبب تدمير الأوعية الليمفاوية من العلاج بالأشعة أو ترشيح الليمف الناتج عن عدوى (مثل التفيّل). ويكون الاستسقاء الليمفي عادة ناتج عن عدم حركة العضل لفترة حيث تخسر تلك المنطقة من الجسم قوة الضخ الناتجة عن حركة تلك العضلات كما في التصلّب المتعدد أو الشلل السفلي. وقد يحدث الاستسقاء الجلدي بعد أخذ أدوية معينة تشابه عمل دواء الأسبرين (الأيبوبروفين، إندوميثاسين) وتكون بسبب إعاقة العمل الليمفي للقلب.
- «مَوَه الجنين» وهي حالة استسقاء تحدث في الجنين تتمثل بتجمع السوائل في فراغين على الأقل من الفراغات المكونة للجنين.

## الآلية
هناك ستة عوامل تسبب في حدوث الاستسقاء:
1. ارتفاع الضغط الهيدروستاتيكي؛
2. انخفاض الضغط الجرمي في الأوعية الدموية.
3. ارتفاع الضغط الجرمي في النسيج؛
4. زيادة نفاذية الوعاء الدموي (حالات الالتهاب).
5. انسداد في الجهاز الليمفاوي مما يعيق سحب السوائل.
6. تغير في خصائص النسيج من حيث قدرته على الاحتفاظ وإعادة سحب السوائل.[14]

تولّد السائل الخلالي يحدث تحت قوى معادلة ستارلينج. يتسبب الضغط الهيدروستاتيكي بخروج الماء من الأوعية إلى الأنسجة مما يُحدِث فرق في تركيز البروتينات بين الوعاء الدموي والنسيج وهذا يجعل الضغط الجرمي أعلى في الوعاء فيقوم بسحب الماء إلى الوعاء، وحسب معادلة ستارلينج فإن مقدار السائل المتسرب يتحدد ب مقدار الفرق بين الضغطين وبمقدار نفاذية الوعاء الدموي. معظم حركة المياه تكون من خلال جدار الشعيرات الدموية أو الوريدات التي تليها مباشرة بسبب الجدار شبه النفّإذ الذي تمتلكه والذي يسمح بحركة الماء الحرّة أكثر منها للبروتينات (انعكاس البروتينات بعد ارتطامها بالجدار) فإذا اتسعت الفتحات بين الخلايا في جدار وعاء ما فإن نفاذية الماء تزداد أولاً ثم تبدأ نفاذية البروتينات بالزيادة.
إنّ التغيرات التي تحدث في أطراف معادلة ستارلينج هي التي تؤدي إلى حدوث الاستسقاء (ارتفاع الضغط الهايدروستاتيكي أو انخفاض الضغط الجرمي لجدار الوعاء الدموي أو زيادة نفاذية جدار الوعاء).فزيادة نفاذية الوعاء تزيد حريّة حركة الماء وتقلل نسبة البروتينات في الوعاء مما يقلل الضغط الجرمي.

## العوامل التي تساعد على الحد من تجمع السوائل
هناك ثلاثة عوامل للحد من التجمع الزائد للسوائل في:
1. زيادة التدفق الليمفي .
2. تقليل البروتينات في السائل بين الخلايا مما يقلل الضغط الاسموزي هناك وتزيد تصفية السوائل من العضو المصاب .
3. انخفاض مطاوعة الخلايا عندما يكون ضغط السائل الخلوي سالب.

## العلاج
قد يكون العلاج أيضا من خلال وضع الجزء المصاب في وضعية لتحسين السحب الوريدي، مثلا إذا كان الاستسقاء في القدم فإنه يمكن تخفيفه عن طريق جعل المريض يستلقي أو يجلس ويرفع قدميه على الوسائد .
يمكن أيضا استخدام الضغط الهوائي المتقطع للضغط على العضو الممتلئ بالسوائل في أحد الأطراف، لإجبار السوائل على العودة من المنطقة المضغوطة.
في بعض الحالات قد ينتج الاستسقاء عن مشاكل عضوية في القلب أو وظائف الكلى، ويجب إجراء التشخيص الطبي ووضع خطة العلاج المناسب لتفادى تفاقم الوضع الصحي.

## الصور

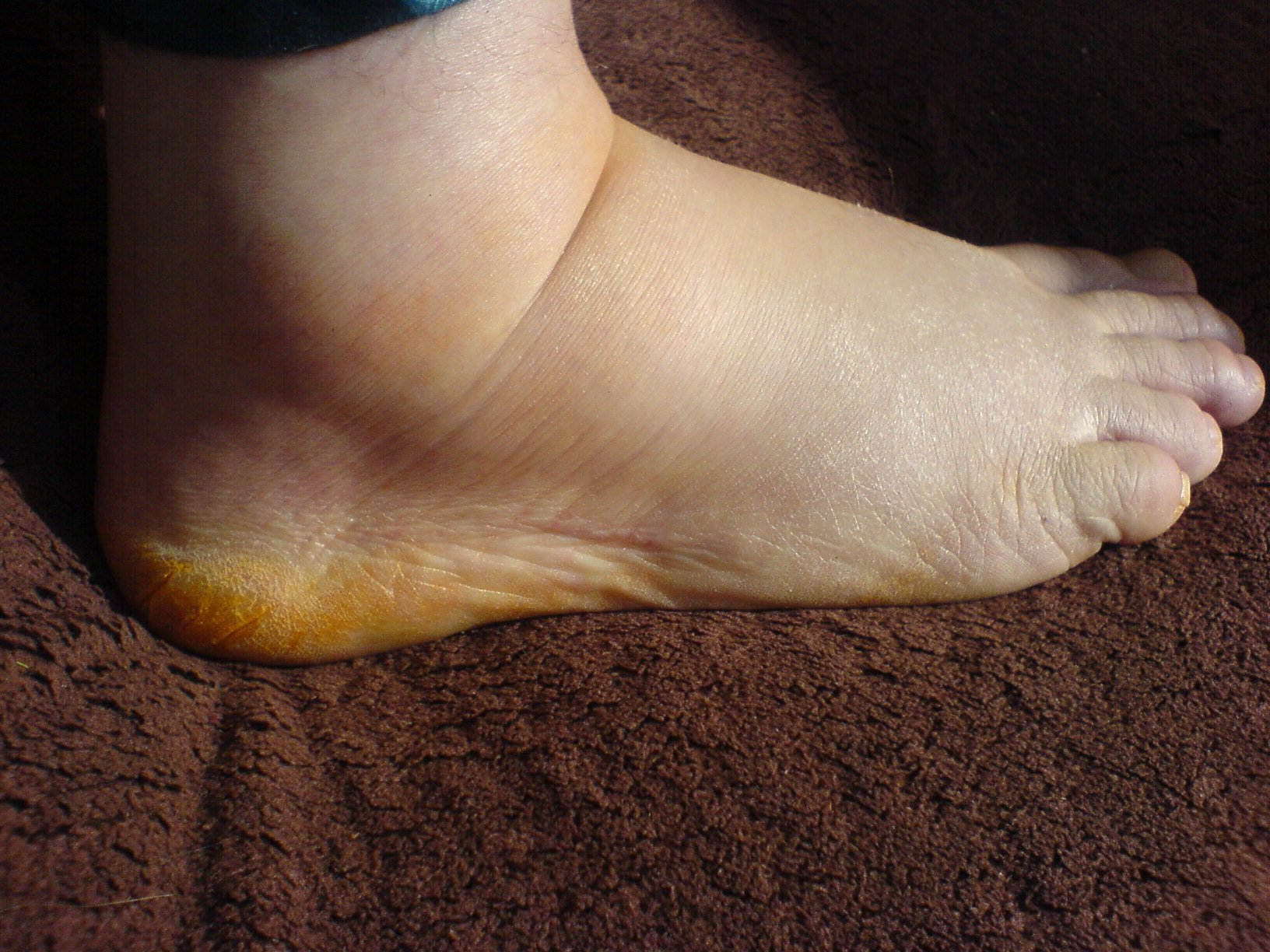
القدم أسبوعين بعد العملية الجراحية بسبب متلازمة الحيز
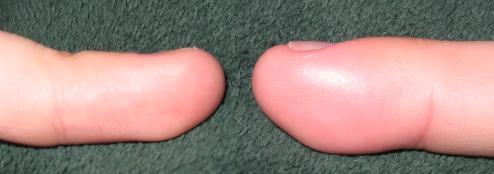
أصبع البنصر أو الخاتم من كلتا اليدين لنفس الشخص, ويظهر الاستسقاء في الاصبع الأيمن بسبب داحس حاد .